# الحركة المدنية الديمقراطية (2012)
الحركة المدنية الديمقراطية كانت ائتلافًا يهدف إلى «إنشاء قوة مدنية لمواجهة سيطرة الإخوان المسلمين والحركات الدينية على مؤسسات الدولة بأكملها». وبحسب ما ورد شارك في التحالف 29 حزباً وحركة سياسية.

## الأطراف المنتسبة سابقًا
- الحزب العربي الديمقراطي الناصري
- حزب الجبهة الديمقراطية
- حزب المواطن المصري
- الحزب الشيوعي المصري
- حزب الخضر المصري
- حزب المصريين الأحرار
- حزب مصر الحرية
- حزب المؤتمر المصري[4]
- حزب غد الثورة
- الحزب الدستوري الليبرالي
- حزب الليبراليين[1]
- حزب حياة المصريين[5]
- حزب الوفد الجديد
- حزب التحالف الشعبي الاشتراكي
- حزب شباب مصر[1]